# Lepus oiostolus
La lepre lanosa (Lepus oiostolus Hodgson, 1840) è un mammifero lagomorfo della famiglia dei Leporidi.

## Distribuzione
Con quattro sottospecie (Lepus oiostolus hypsibius, Lepus oiostolus oiostolus, Lepus oiostolus pallipes, Lepus oiostolus przewalskii) la specie occupa un ampio areale che va dalla Mongolia al Ladak, passando per la Cina occidentale, il Tibet ed il Nepal.

## Descrizione

### Dimensioni
Misura fino a 55 cm di lunghezza, per un peso che non supera mai i 3 kg.

### Aspetto
Il corpo è slanciato, con lunghe zampe ed orecchie.
Il pelo è di colore bruno scuro su testa e dorso, con brizzolature bianche e nere sul quarto posteriore, mentre le zampe ed il ventre sono color sabbia: il petto e la coda sono biancastri.

Durante i mesi invernali, la specie sfoggia un manto più lungo e spesso (da cui il nome comune di "lepre lanosa") per meglio fronteggiare i rigori climatici delle zone che abita.

## Biologia
Si tratta di animali attivi perlopiù al tramonto o durante la notte, dalle abitudini strettamente solitarie (eccezion fatta per il periodo degli amori). Passano il giorno al riparo fra i cespugli o fra le rocce, ben mimetizzati grazie all'assoluta immobilità ed alla colorazione che ben si confonde coi brulli paesaggi montani frequentati da questi animali. Basta tuttavia un nonnulla per interrompere il riposo di questi animali e metterli sull'attenti, coi sensi in allerta per recepire qualsiasi messaggio che comunichi la presenza di un possibile pericolo, di fronte al quale la lepre lanosa fugge zigzagando fino al nascondiglio più prossimo, dove attende immobile l'allontanarsi dell'aggressore.

### Alimentazione
La lepre lanosa è un animale erbivoro, che si nutre di qualsiasi sostanza di origine vegetale riesca a trovare: durante i mesi estivi è solita mettere su una cospicua riserva di grasso, che si rivela spesso essenziale per la sopravvivenza durante i rigidi mesi invernali.

### Riproduzione
Essenzialmente simile a quella della congenere ed affine lepre comune (Lepus europaeus), rispetto alla quale tuttavia la lepre lanosa tende a partorire un numero medio di cuccioli per nidiata inferiore.